# Franz Kutschera
Franz Kutschera, född 22 februari 1904 i Oberwaltersdorf, Niederösterreich, Österrike-Ungern, död 1 februari 1944 i Warszawa, var en österrikisk SS-general och Gauleiter för delstaten Kärnten. Enligt en överenskommelse med den polska regeringen i exil dömdes han till döden av Armia Krajowa (AK) och avrättades för brott och folkmord mot civilbefolkningen i den ockuperade Warszawa. 

## Biografi
Efter Anschluss, Tysklands annektering av Österrike i mars 1938, blev Kutschera ledamot av den tyska riksdagen. Han var ställföreträdande Gauleiter för Reichsgau Kärnten från 1938 till 1941. År 1940 befordrades han till Brigadeführer. I januari 1942 överfördes Kutschera till staben hos den Högre SS- och polischefen i centrala Ryssland, Erich von dem Bach. Kutschera utmärkte sig särskilt inom partisanbekämpning. Han var SS- och polischef i Mogilev från april 1943 till september 1943 och SS- och polischef i distriktet Warschau (Warszawa) från september 1943 till sin död.
Under sin tid som SS- och polischef i Warszawa föresatte sig Kutschera att krossa den polska motståndsandan och införde offentliga avrättningar, vilka utfördes på gator och torg. En polsk specialdomstol för brott begångna mot den polska nationen, i synnerhet massmord på civila i Warszawa, dömde Kutschera till döden. Domen godkändes av den polska exilregeringen och aktionen genomfördes av medlemmar ur Szare Szeregi ("De grå leden"). Kutschera dödades på order av den polske generalen Emil August Fieldorf, kallad "General Nil". Attentatet skildras i den polska filmen General Nil från 2009.

## Befordringar i SS
- Hauptscharführer: februari 1933
- Untersturmführer: 9 november 1935
- Obersturmführer: 9 november 1936
- Sturmbannführer: 14 september 1937
- Obersturmbannführer: 16 mars 1938
- Standartenführer: 25 juli 1938
- Oberführer: 30 januari 1939
- Brigadeführer: 9 november 1940
- Generalmajor i polisen: 9 november 1942

## Utmärkelser
- Hedersärmvinkel (Ehrenwinkel der Alten Kämpfer)
- Järnkorset av förska klassen
- Järnkorset av andra klassen
- Krigsförtjänstkorset av första klassen utan svärd
- Krigsförtjänstkorset av andra klassen utan svärd
- Anschlussmedaljen (Medaille zur Erinnerung an den 13. März 1938)
- NSDAP:s partitecken i guld
- NSDAP:s tjänsteutmärkelse i brons
- SS-Ehrenring (Totenkopfring)
- SS Hederssvärd (Ehrendegen des Reichsführer-SS)

## Bilder

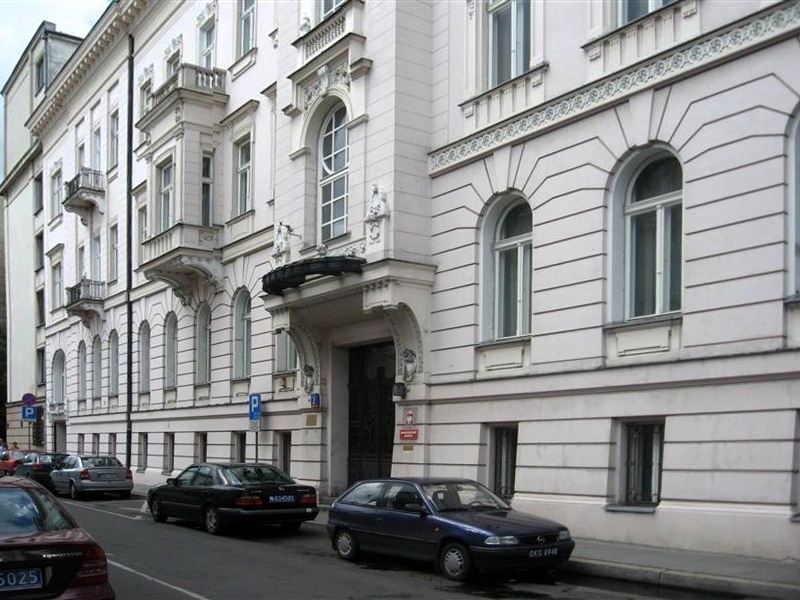
Aleja Róż 2, Franz Kutscheras residens i Warszawa
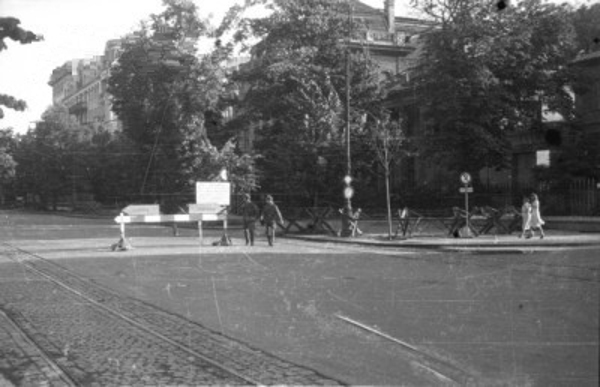
Attentatsplatsen på Aleje Ujazdowskie (Ujazdów-avenyn) i Warszawa